# Armarium
Das Armarium (lateinisch armarium „Schrank“) bezeichnet allgemein einen Schrank, ein Behältnis oder einen Bibliotheksraum.

## Etymologie

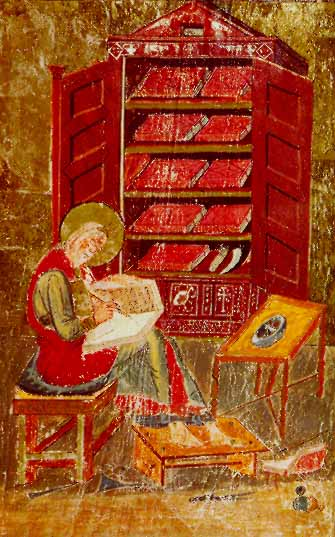
Ein Armarium im Codex Amiatinus

Der Begriff leitet sich von arma (lateinisch für „Waffe“) her und war in seiner ursprünglichen Bedeutung nach ein Waffenschrank. Das Diminutiv ist armāriŏlum (lateinisch für „Schränkchen“). Jemand, der ein armārium benutzt, ist ein armārius (Waffenschmied, Bibliothekar oder in Klöstern der Vorsänger, als Verwahrer der Kirchenbücher). Eine Nebenform kann armāria, -ae, f. sein.

## Das Armarium im Kloster

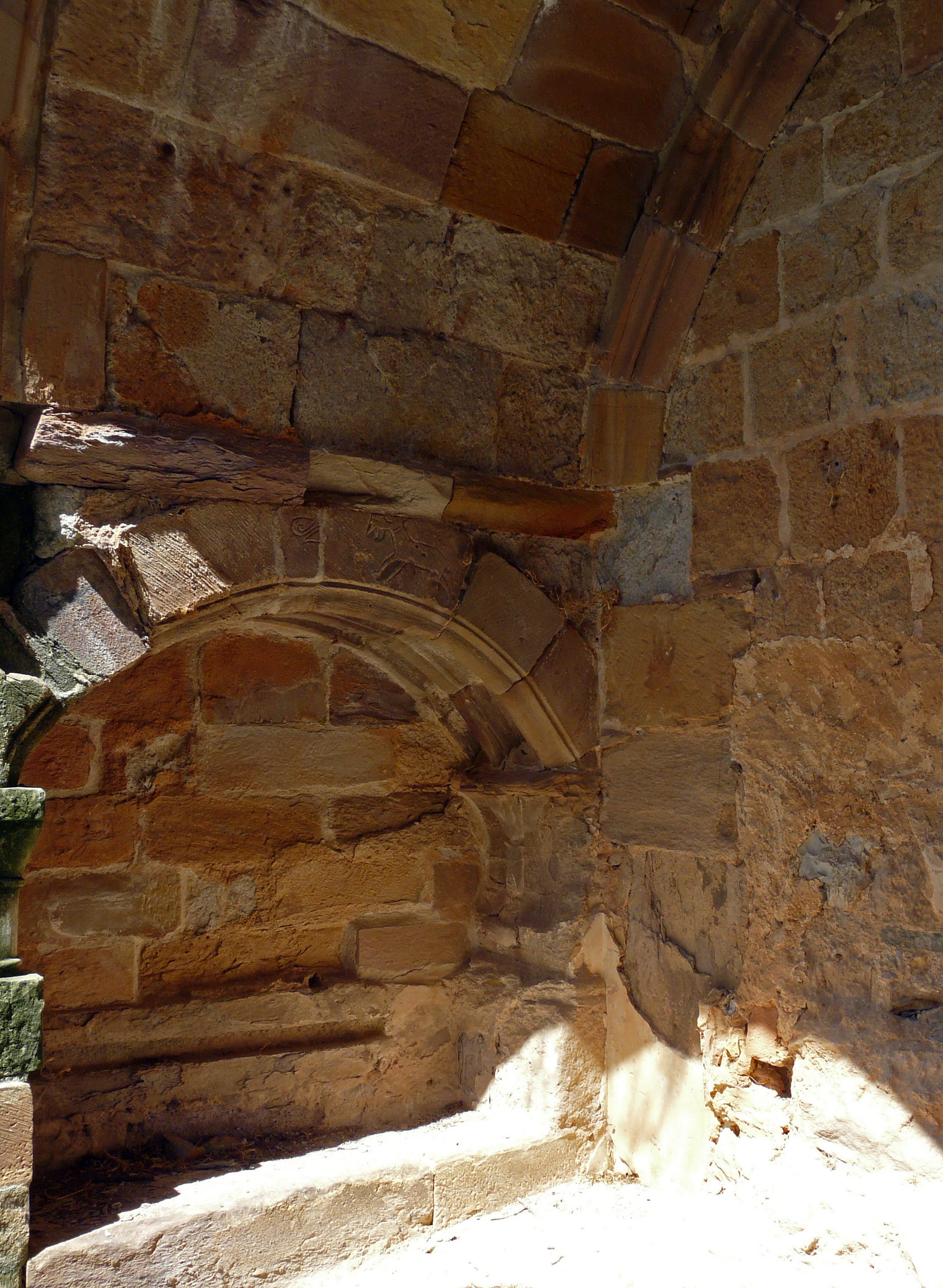
Beispiel eines Armariums im Kloster Moreruela

In christlichem Sprachgebrauch bezeichnet er den Teil eines Klosters, in dem die Mönche ihre Bücher lagern. In den Klöstern des 12. und 13. Jahrhunderts, als sich große Bibliotheksräume noch nicht durchgesetzt hatten, da die kleinen Buchbestände ein solches Raumprogramm schlicht nicht notwendig machten, handelt es sich beim Armarium um eine Wandnische in der Ostwand des Kreuzganges zwischen Kapitelsaal und Kirchenportal. Verwaltet wurde das Armarium von einem Kantor, der dieses während der Zeit körperlicher Arbeit sowie den Schlafzeiten der Mönche und während des Essens verschlossen hielt.
Vor dem Armarium brannte eine Kerze und die regalartig eingebauten Bretter nahmen die Bücher auf. Angepasste Türen gewährten einen gewissen Schutz der Bücher.
Nach dem Aufkommen größerer Bibliotheksbestände wurden Armarien hin und wieder in Grablegen für verdiente Äbte umgebaut, so z. B. im Kloster Eberbach im Rheingau.

## Weitere Verwendungen des Begriffs
- armārium: Schrank für Waffen, Geräte, Kleider, Geld, Schmucksachen oder Bücher[5]
- armārium: Denkmal, Totengruft[4][6]
- armārium promptuarium: Schrank für Speisen[4]
- armārium librorum: Bücherschrank[4]
- armārium eucharistiae: Sakramentshäuschen[1]
- armārium reliquiarum: Reliquienschrank in Nähe des Hochaltars[1]
- armārium muricibus praefixum: ein Folter- und Hinrichtungsinstrument[4]
- armārium parieti insertum: Wandschrank[7]
- vasorum argenteorum armārium: Silberschrank[8]
- Unguentum armārium: Waffensalbe[9]
- armārium imaginum: Schrank oder Schrein für römische Ahnenmasken[10]

Aber man findet das Armarium auch in der Sakristei.